# Wir glauben an den einen Gott
Wir glauben an den einen Gott ist ein katholisches Kirchenlied. Der Text eines unbekannten Verfassers findet sich erstmals im Limburger Diözesangesangbuch von 1931, dort mit einer eigenen Melodie. Die heute verwendete Melodie komponierte Erhard Quack 1941 nach dem Credo-Lied des Innsbrucker Gesangbuchs von 1588. Im Katholischen Gesangbuch der deutschsprachigen Schweiz findet sich unter Nr. 96 eine Credostrophe mit demselben Textanfang, aber abweichender Fortsetzung; die Melodie komponierte Ernst Pfiffner 1962.

## Inhalt
Das einstrophige Lied ist eine Kurzfassung des Apostolischen Glaubensbekenntnisses. Die Zeilen 2–4 charakterisieren die drei Personen der göttlichen Dreifaltigkeit mit je einem Relativsatz. Die Zeilen 5 und 6 handeln von der Kirche und ihren Eigenschaften, die Zeilen 7 und 8 von der Auferstehung des Leibes und dem ewigen Leben.

## Verwendung
Das Lied stand im katholischen Gebet- und Gesangbuch Gotteslob von 1975 als Nummer 467. Im Zuge der Vorbereitung des Gotteslobs von 2013 ergaben Befragungen, dass es bei den Gemeinden sehr beliebt war. Trotzdem wurde es nicht in den gemeinsamen Teil des Gotteslobs von 2013 aufgenommen, sondern nur in diözesane Eigenteile (zum Beispiel im Gotteslob Hamburg/Hildesheim/Osnabrück als Nr. 791). Gründe dafür können nur vermutet werden.

## Text im Gotteslob
Wir glauben an den einen Gott,

den Vater, der erschuf die Welt,

den Sohn, der für uns litt den Tod,

den Heilgen Geist, der uns erhält.

Wir glauben an die Kirch allein,

die einig, heilig, allgemein,

und an des Leibes Auferstehn

und ewges Leben in den Höhn. Amen.

## Text im katholischen Gesangbuch der deutschsprachigen Schweiz
Die Strophe besteht aus den Anfangszeilen der drei Credostrophen von Martin Luther:
Wir glauben an den einen Gott, 

Schöpfer Himmels und der Erden.

Wir glauben auch an Jesus Christ,

seinen Sohn und unsern Herren. 

Wir glauben an den Heilgen Geist,

Gott mit dem Vater und dem Sohne.

Amen. 